# 弥谷寺
弥谷寺（いやだにじ）は、香川県三豊市三野町にある大本山の寺格を持つ真言宗善通寺派の寺院。剣五山 （けんござん）、千手院（せんじゅいん）と号す。本尊は千手観音菩薩。四国八十八箇所第七十一番札所。
- 本尊真言：おん ばさら たらま きりく
- ご詠歌：悪人と行き連れなむも弥谷寺（いやだにじ）　ただかりそめもよき友ぞよき
- 納経印：本尊印、奥之院御学問所、七ヶ所参り大黒天[注釈 1]

## 概要

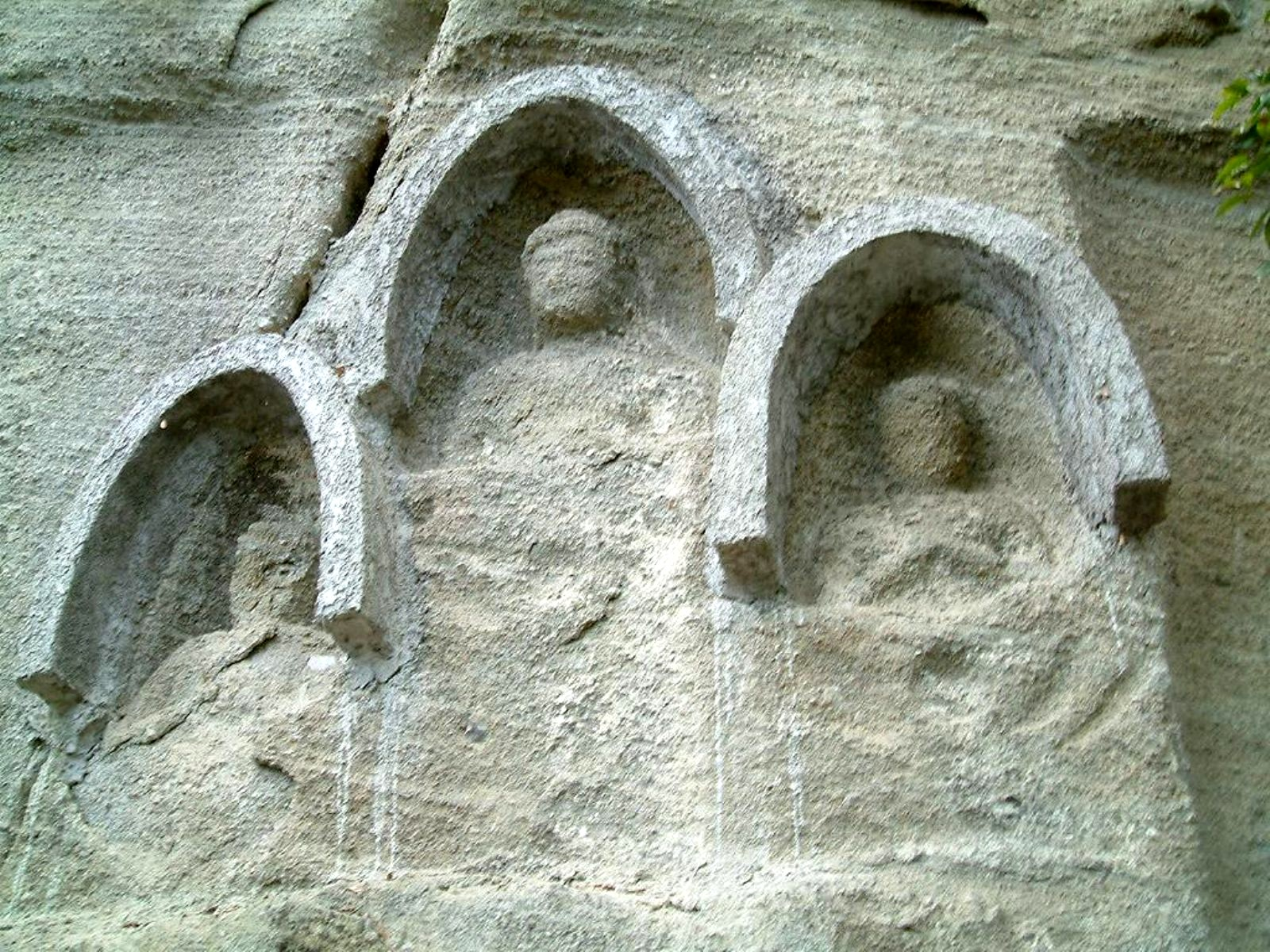
弥陀三尊磨崖仏

弥谷山（標高382 m）の中腹225 m辺りに本堂があり、その背後の岩盤には創建時に千手佛が納められた岩穴が残る。また、山全体が霊山であるとの信仰があり、日本三大霊場（他は恐山・臼杵磨崖仏）の一つに数えられたといわれる。
なお、弥谷山周辺は弥谷山自然環境保全地域に指定されている。

## 歴史
寺伝によれば、聖武天皇の勅願により行基が堂宇を建立し、光明皇后の菩提を弔うため、大方広仏華厳経（伝・光明皇后書写）を祀り、寺院を創建したとされる。当初は中国、四国の八国が眺められたことにちなみ蓮華山八国寺と称したという。また、空海（弘法大師）は7 – 12歳の期間、当寺にある岩窟である獅子之岩屋で学問に励んだという。
807年（大同2年）、唐より帰国後の空海は当地を再び訪問し獅子之岩屋にて護摩を修し千座満願のとき蔵王権現のお告げにより千手観音を安置し、唐から持ち帰った金銅四天王五鈷鈴と五柄の剣を納め、山号を剣五山、仏の住む山である弥山から仏の谷という意味とされる弥谷に改めたと伝わる。
室町時代には天霧城主・香川氏の庇護を受け、東院・西院・中尊院と6坊を備えて大寺になっていたが、天正期に兵火により荒廃し、現在の中尊院のみが存続、のち丸亀藩主京極氏の帰依により1600年（慶長5年）復興された。
また、縁起によると「此岩窟大師四十二歳ノ契天下泰平五穀豊壌或ハ四十二歳厄除衆生ヲ救為千座之護摩修行シ跡伝ワレリ」とあり、これを聞いた後の住持が大師堂再建の折に弘法大師42歳の姿を刻み、奥之院本尊として厄除大師を祀ったといわれ、その後（焼失・盗難を恐れたなど諸説あり）、岩屋の中に石仏の厄除大師像・佐伯善通卿像・玉寄御前像を建立し、それまで祀っていた木像を秘仏としたことから、石造と木造の2体の厄除大師像が祀られている。また、澄禅の『四国遍路日記』（承応2年・1653年）には、木像がお祀りされていると記述され、寂本の『四国遍禮霊場記』（元禄2年・1689年）には、「いにしヘは木像にてありけるを石にて改め作り奉る」と記されている。2014年、大師堂厨子内に安置されているその秘仏木造厄除大師像が元禄2年以来320年ぶりに、同時に江戸期以来300年ぶりに本堂に安置されていた木造伝持の大師像、また、金銅四天王五鈷鈴（重文）も公開された。

## 伽藍
（ここでは下から記する）
- 山門（仁王門）

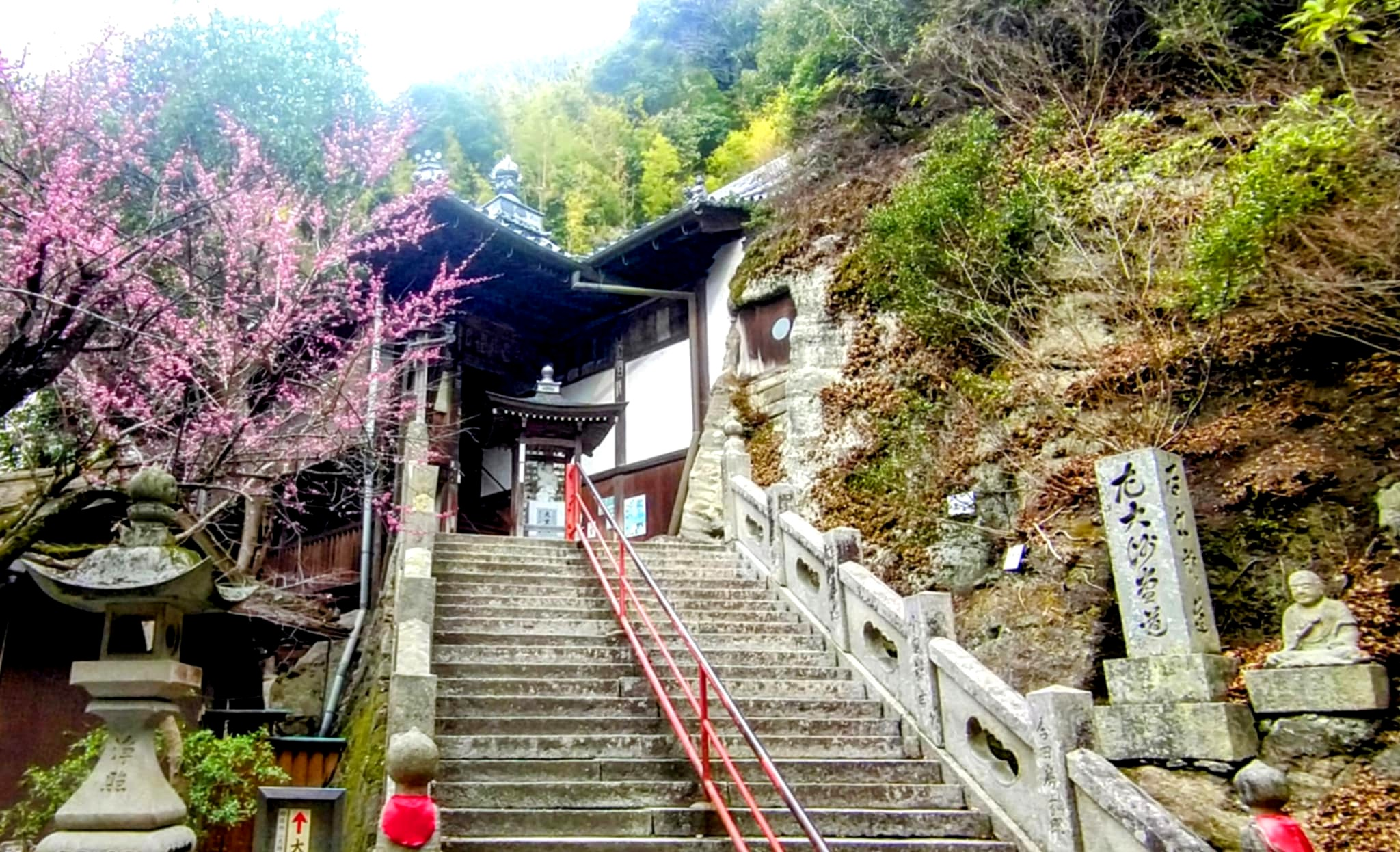
大師堂。画像中央に丸い明星之窓が見える

- 賽の河原：参道で灌頂川を渡る法雲橋付近で、昼でも暗く鬱蒼としたところ。
- 金剛拳菩薩：十六大菩薩最後の一尊・元禄時代建立の約6 mの立像。
- 百八階段
- 大師堂：堂内に座って参拝できる。納経所もあり。
- 奥之院 獅子之岩屋：弘法大師御学問所。大師堂と同じ建物で、秘仏木造厄除大師像の厨子のある内陣の背後に回った空間に拝所と岩屋がある。岩屋には奥之院本尊厄除大師石像、佐伯善通卿石像、玉依御前石像を10体の摩崖仏が囲んでいて、「明星之窓」から明かりを取り込む。「弥谷寺月のさしいる石室に修法大師のみ聲聞かまし」の扁額が入口に掛かる。現在は、中央に木造伝持の大師像、向かって左端に木造行基像、入口両脇には木造増長天と木造持国天。
- 洞（ほら）地蔵尊：大師堂の背後の斜面の約10 m上方に鎮座し、大師堂内から拝む。
- 護摩堂：大師堂とのつづき棟で、鉄筋コンクリートで造られ、木造不動明王立像と二童子・木造地蔵菩薩立像・木造愛染明王坐像と信者達の夥しい数の位牌が祀られている。
- 経堂：石積みの石室で上に修行大師像がいる。
- 鐘楼堂
- 観音堂：本尊・聖観音菩薩と西国三十三所観音を祀る。
- 十王堂：閻魔大王と地蔵菩薩半跏像と諸仏を祀る。
- 多宝塔：内部は天女の絵や天井画の装飾が施されている。
- 稲荷社（祠）
- 岩窟の護摩堂：不動明王・弥勒菩薩・阿弥陀如来・道範の各石像を祀る。
- 永代供養堂
- 水場の洞窟：須弥山への入口とも極楽浄土の入口ともされ当山の霊山信仰の中心で、枯れることなく流れ出る水で経木を洗い清め願掛けする。
- 弥陀三尊磨崖仏（比丘尼谷の磨崖仏）約12 mの岩壁に阿弥陀如来（約1 m)・観音勢至両菩薩(約0.9 m）が陽刻され、その両脇に九行刻まれた南無阿弥陀仏の名号が陰刻。
- 本堂：ここまで570の石段がある。当初は、今の本堂の背後の岩壁中央にある四角い窟に大師作の石像の本尊が納められ、現在は獅子之岩屋の中に置かれている不動明王と毘沙門天が彫られた二枚の鉄板の扉が付いていて脇仏としていたといわれ、本堂は岩壁に張り付くように背面の無い建物が建てられ中から岩壁に彫られた仏像や五輪塔を拝んでいた。しかし、火災や落石で何度か再建され、現在の本堂は弘化5年（1848年）建立で背面壁もあり前年に造られた木造の千手観音像を本尊とし両脇仏の不動明王・毘沙門天と共に拝顔できる。向かって右脇陣には秘仏・胎蔵大日如来像、左脇陣には木造伝持の大師像（獅子之岩屋に移されている）。
- 鎮守堂：本尊・深沙大将で別名を捲簾大将であるが当寺では蔵王権現と観念する。秘仏、平安時代作、等身大で倚像の大将像は国内唯一。境内で一番高所にある。

少し上ると山門（標高140 m）があり、灌頂川に沿って長い石段の参道を登っていくと大きな金剛拳菩薩が迎えてくれる。その先に赤い手すりの108階段を上り詰めると目の前に大師堂（標高190 m）がある。右に進むとすぐ左上に多宝塔があって稲荷社はその脇にある。鐘楼は正面にあり、その前の石段を上って行くと途中の右に観音堂、左に十王堂があり、上り詰めると正面に岩窟の護摩堂がある。その護摩堂の右脇の急斜面に荒れた激急坂歩道の上に権現堂が見える。護摩堂を左に進むと水場があり、石段は二手に分かれ右の方に上がると途中、岩壁に弥陀三尊磨崖仏があり、それを過ぎるとやっと本堂がある。納経所は大師堂の中にあり、洞地蔵尊は大師堂中央あたりから山側を見ればある。なお、寺を去るとき、決して振り返ってはいけない、それは死者を背負って帰ってしまうからとの云い伝えがある。
- 宿坊：なし
- 寺進入路先の石段下の駐車場は無料であり。百八階段下の中腹にある駐車場までなら普通車で500円。大師堂のある400段目への送迎バスは休止中。
- 名物の俳句茶屋は2018年閉鎖になった。

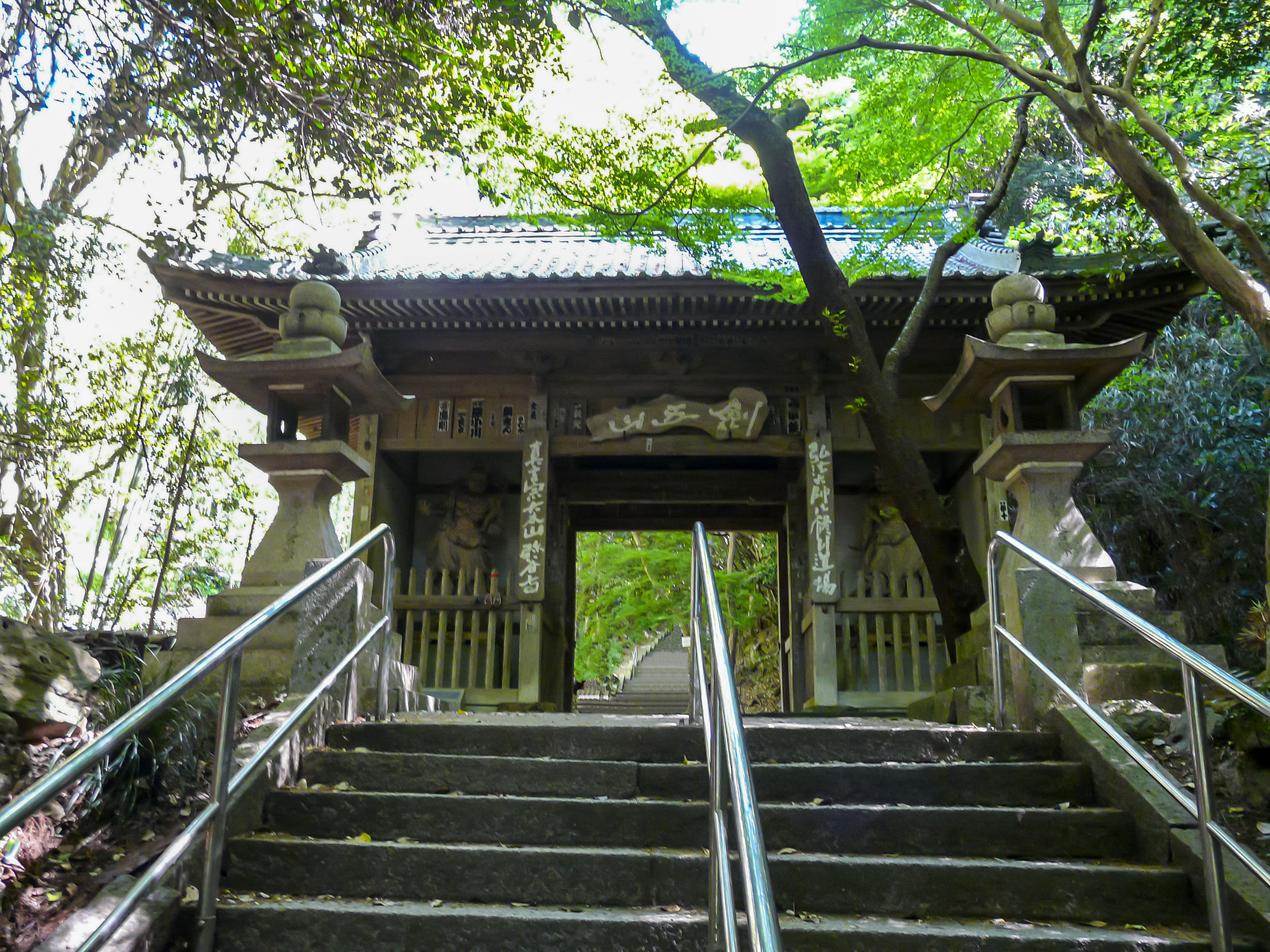
仁王門
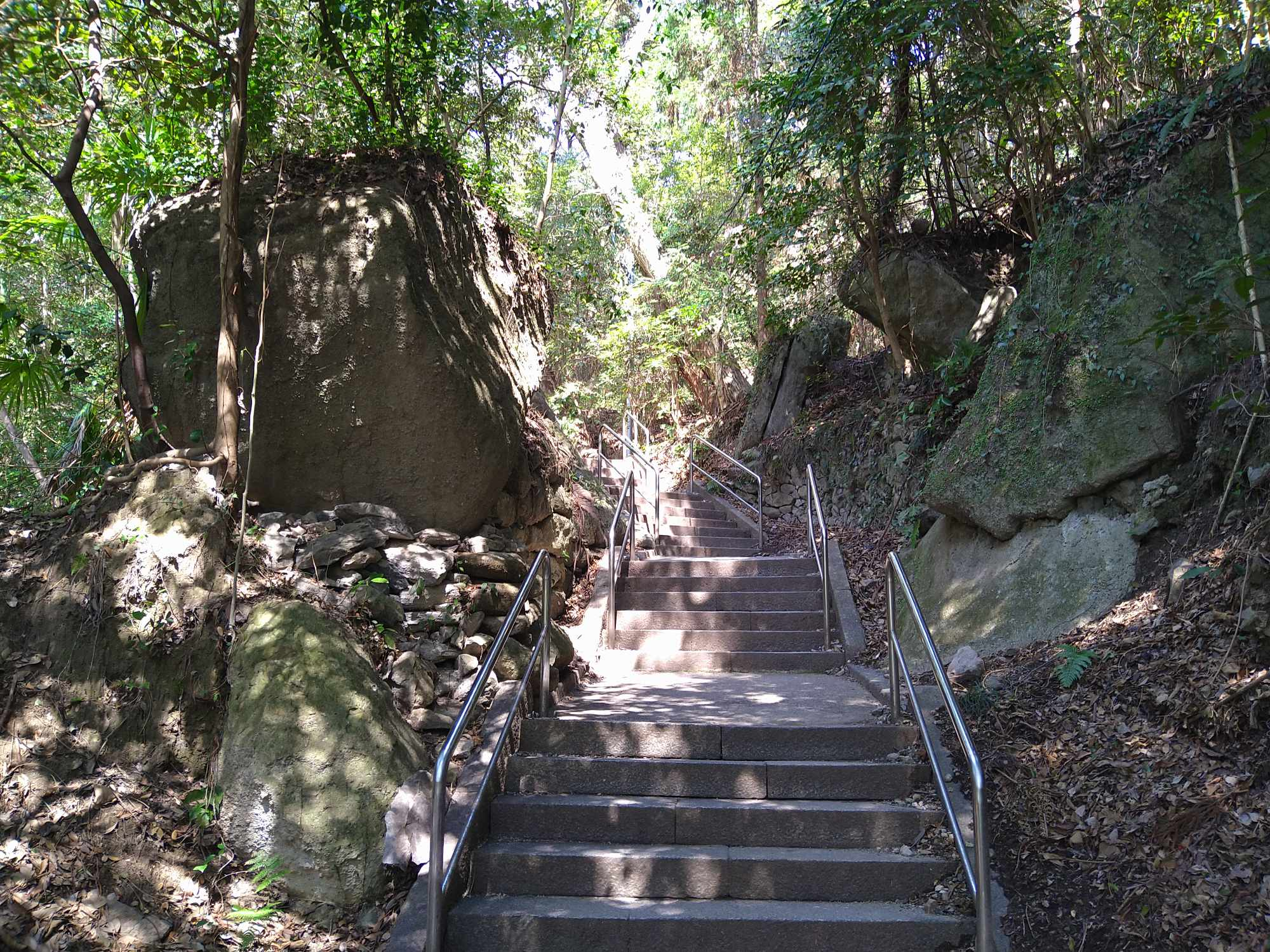
賽の河原への参道
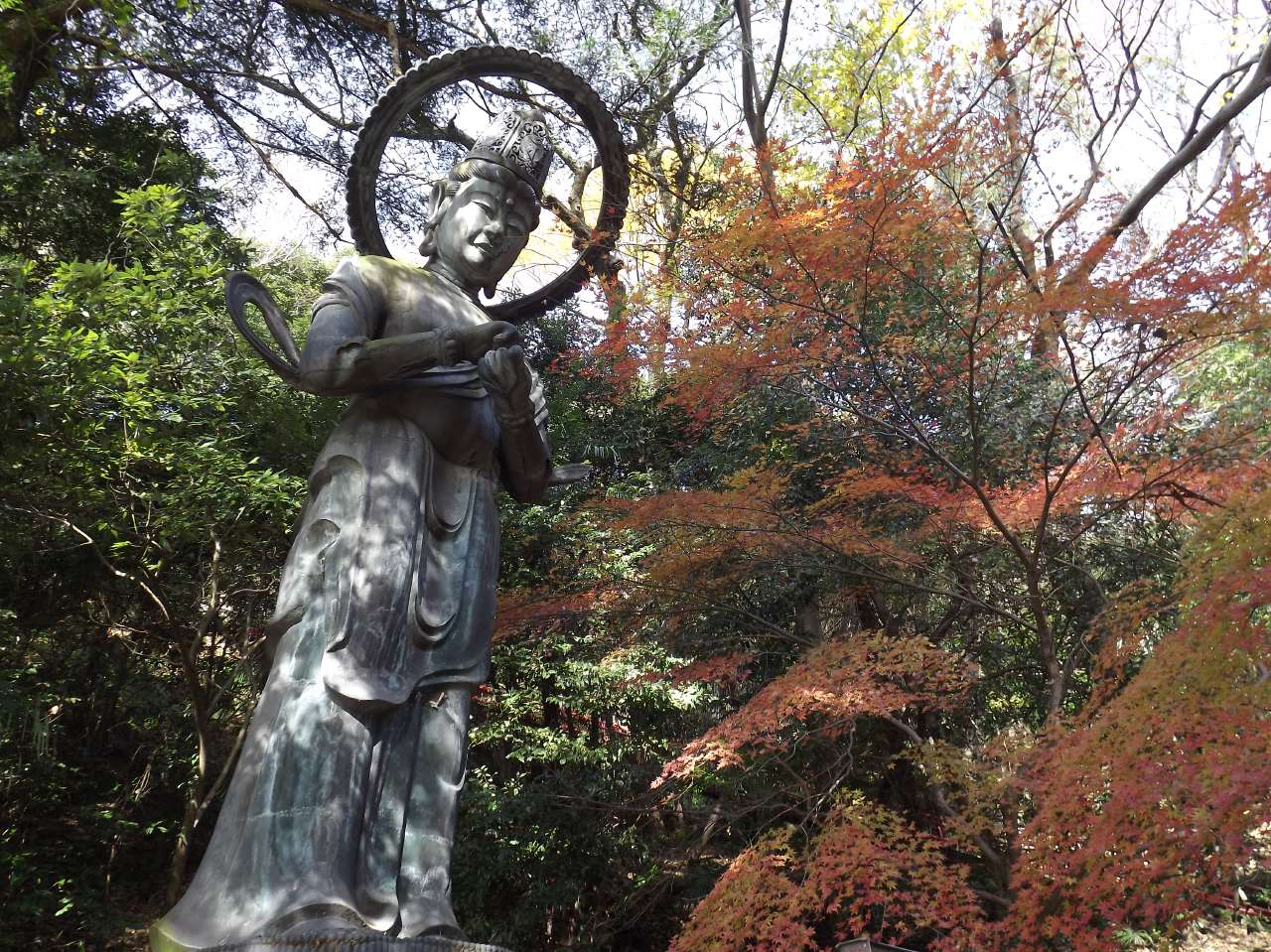
金剛拳菩薩
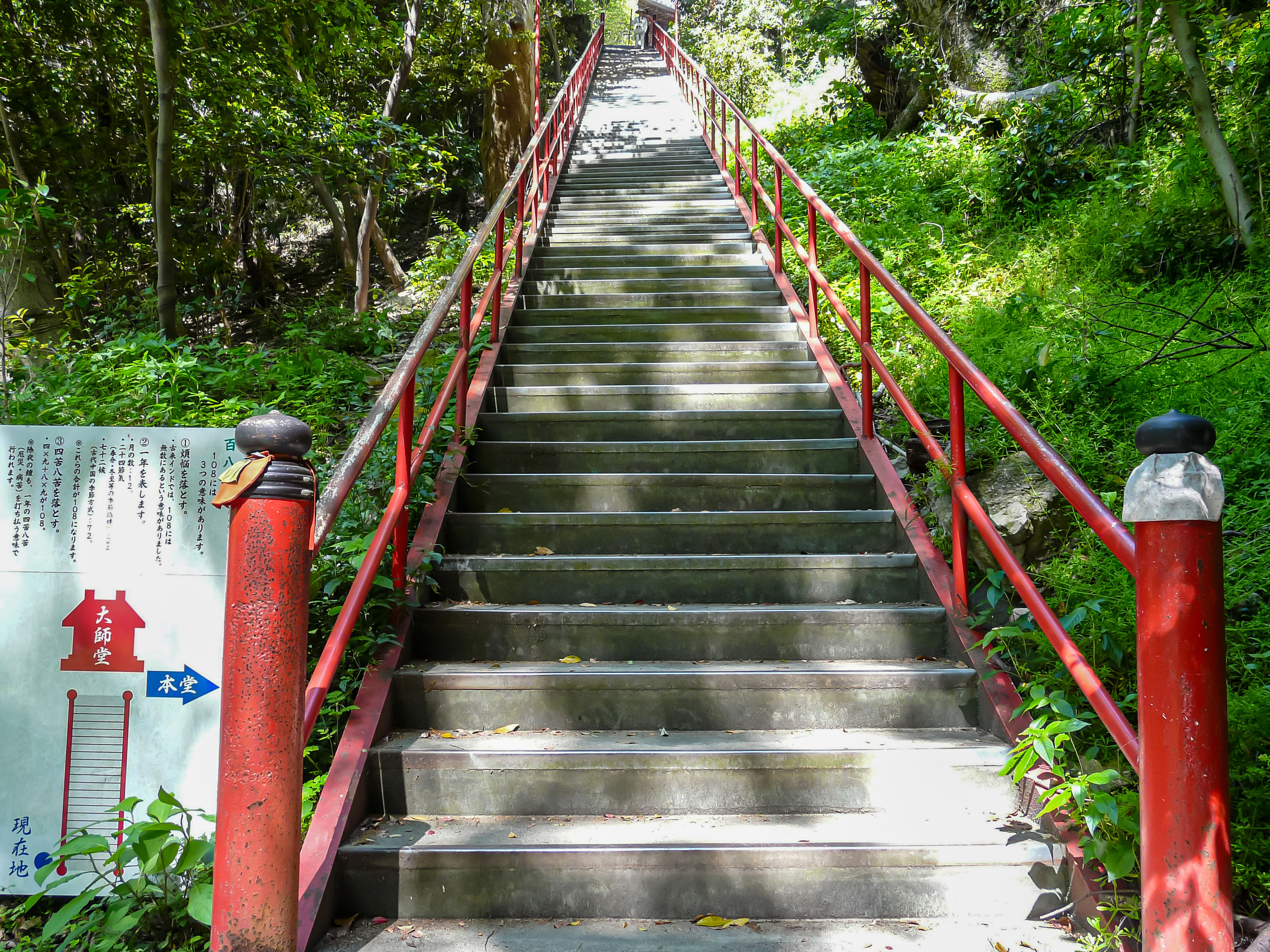
百八階段
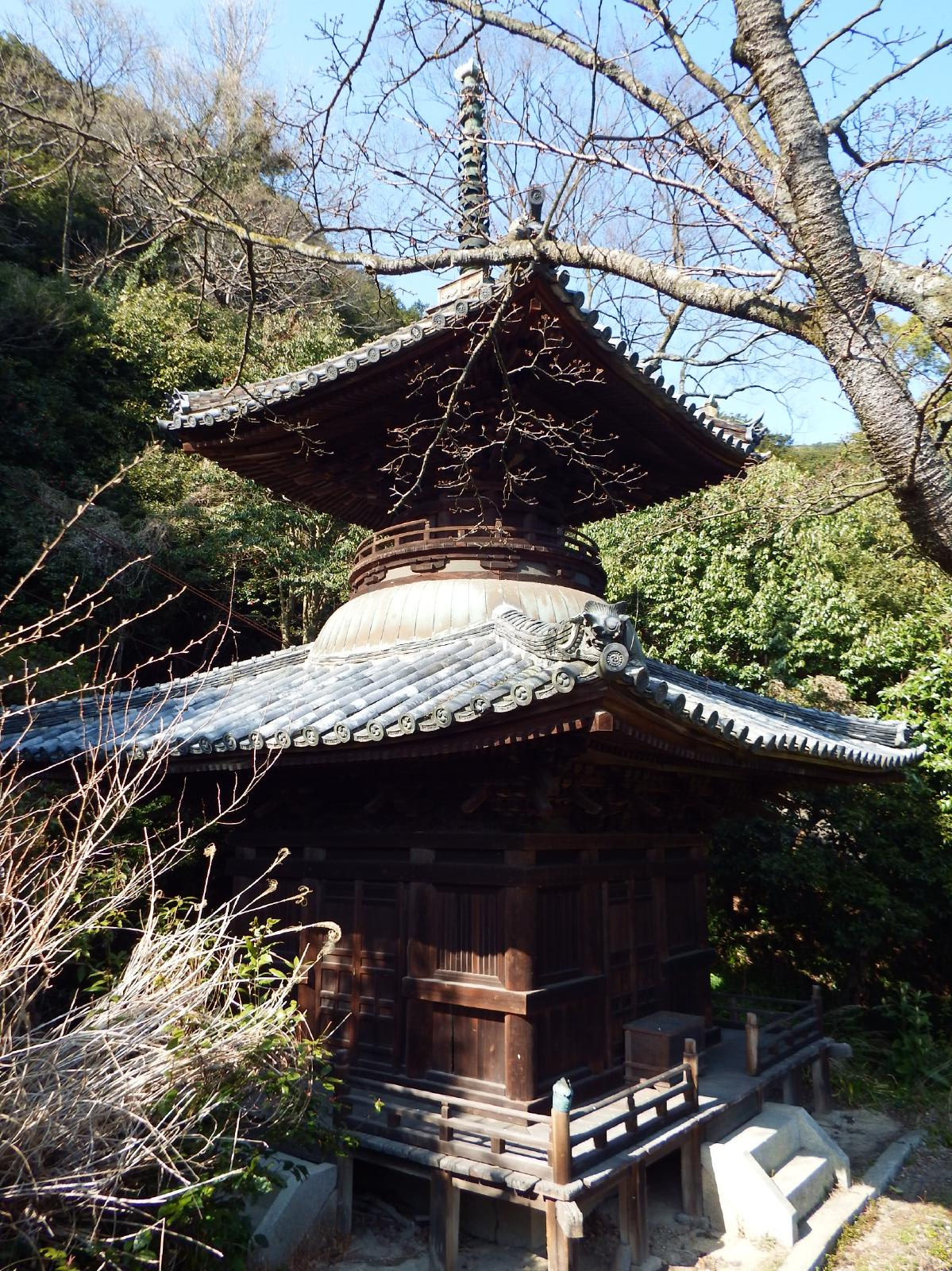
多宝塔
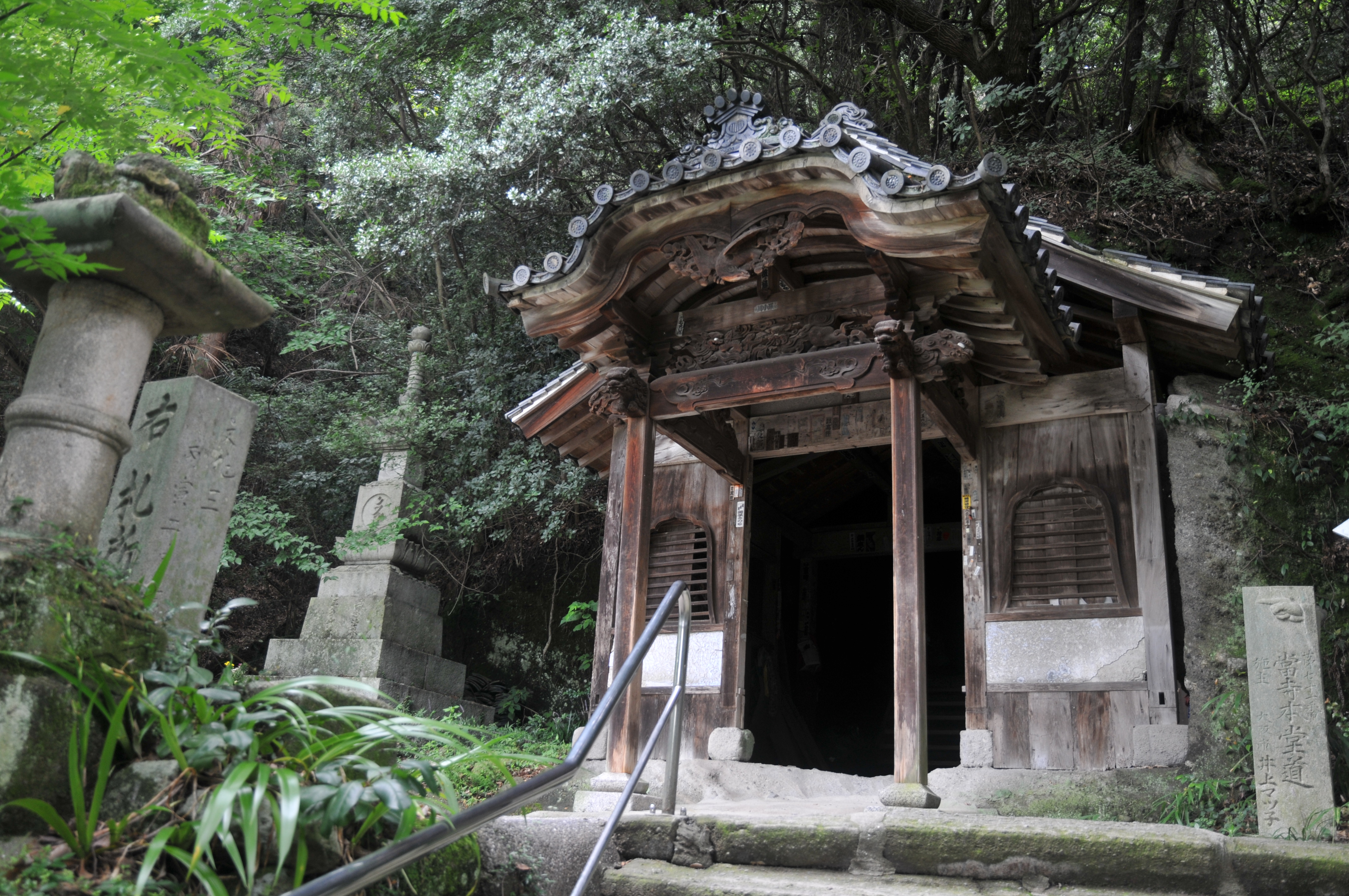
岩窟の護摩堂
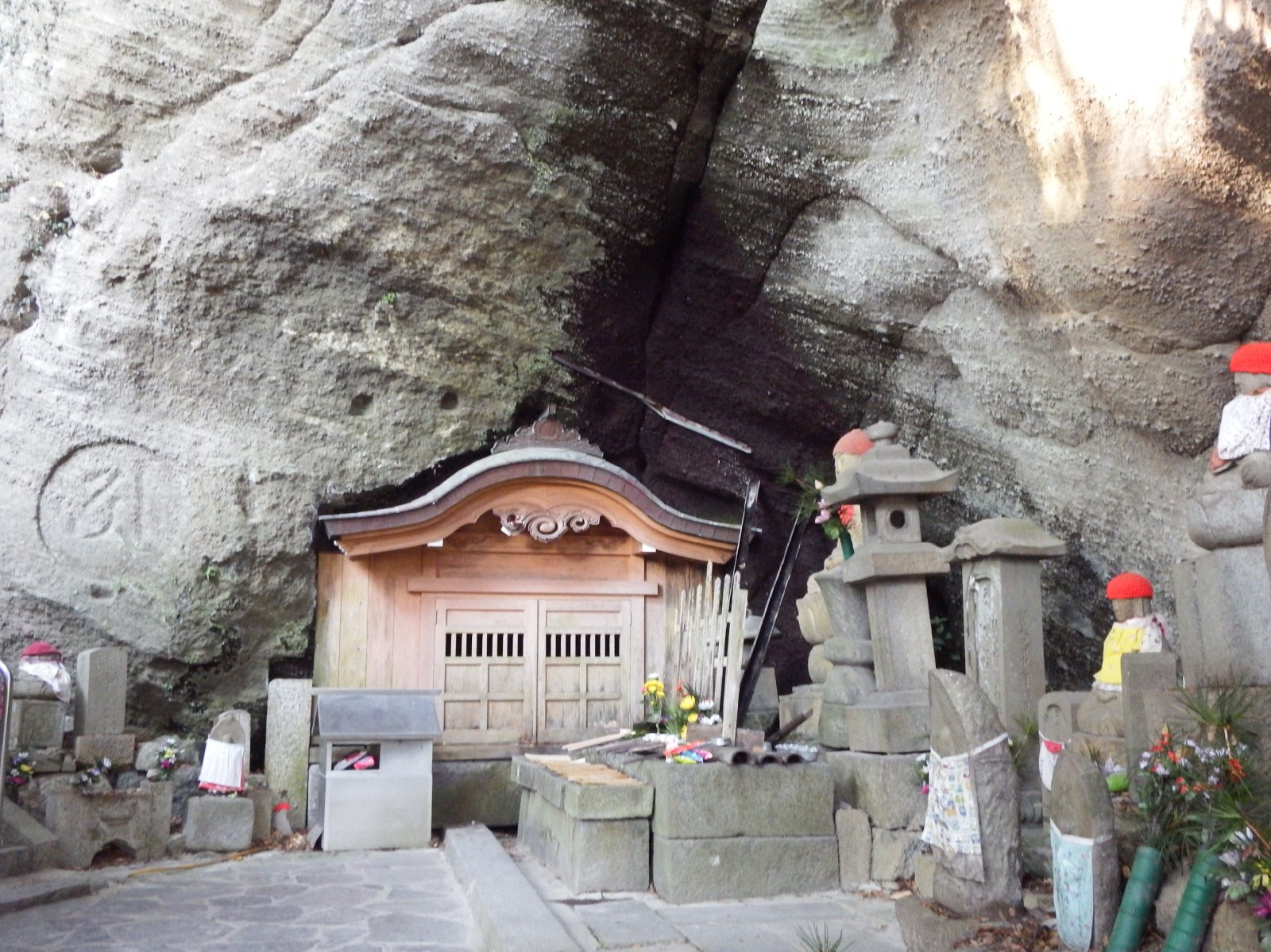
水場の洞窟
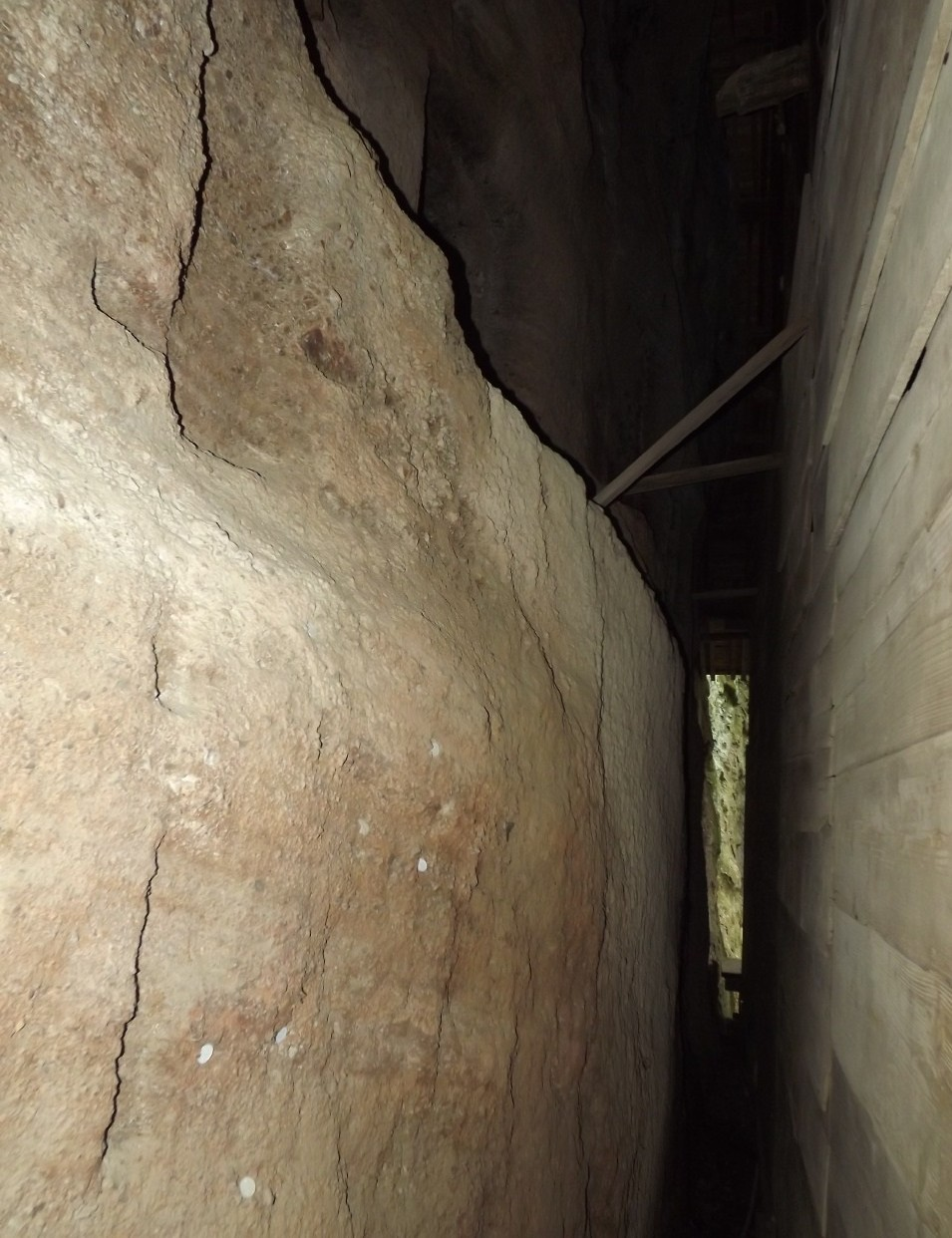
本堂背後の岩壁
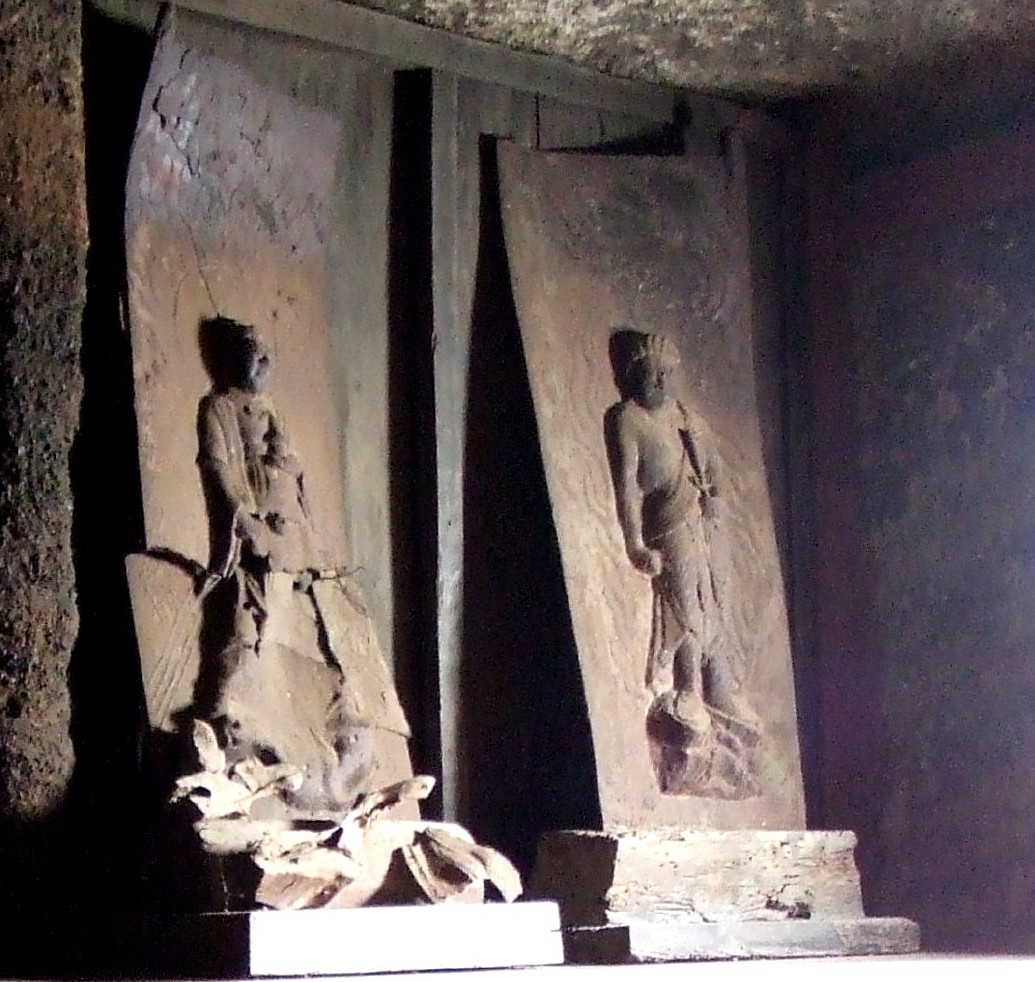
当初の本堂の扉
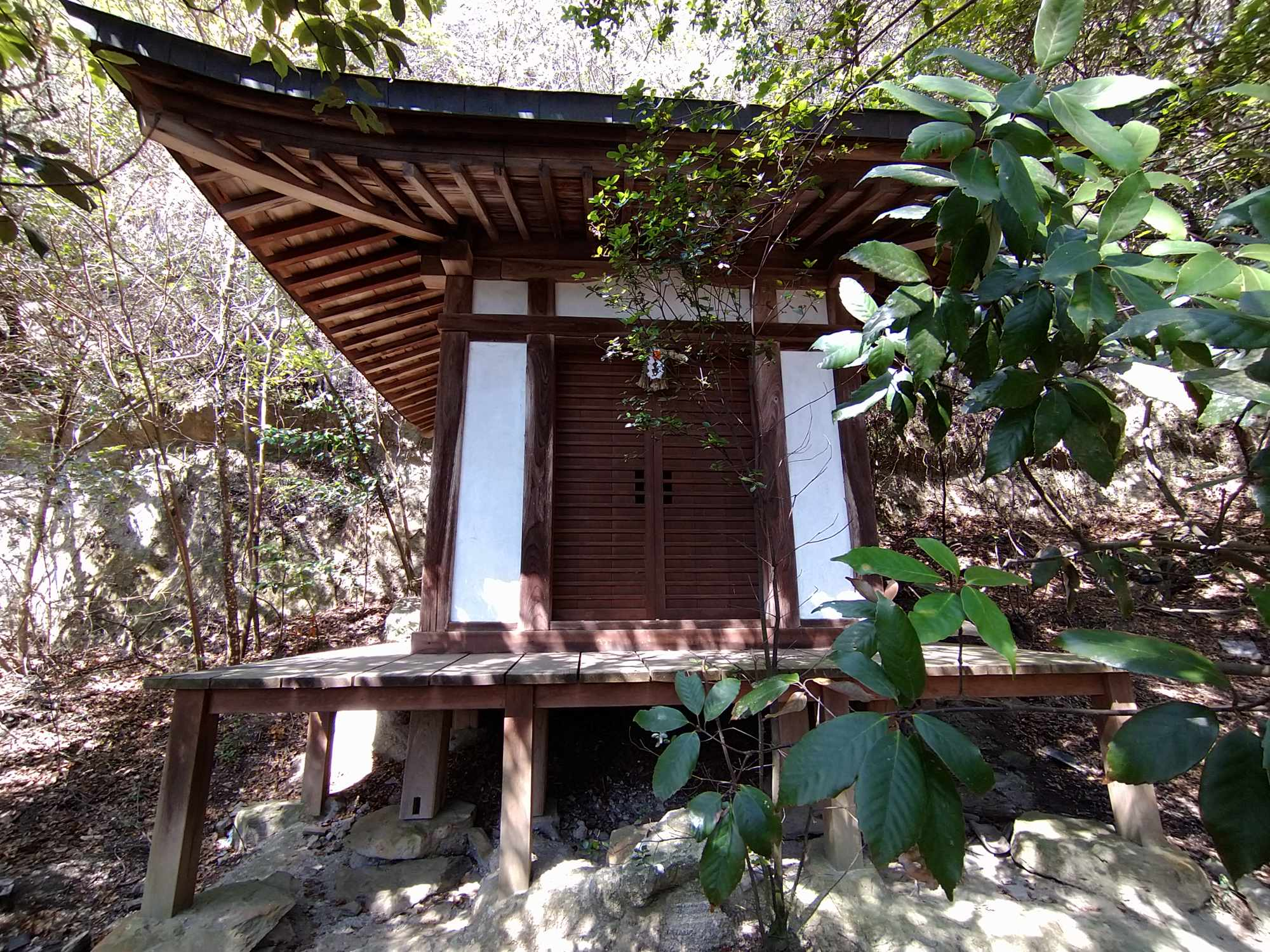
鎮守堂

## 文化財
重要文化財
- 金銅五鈷鈴 （伝空海将来） - 1901年（明治34年）3月27日指定[2]。

奈良国立博物館寄託。唐時代、弘法大師が唐より請来したとされる。
国の史跡

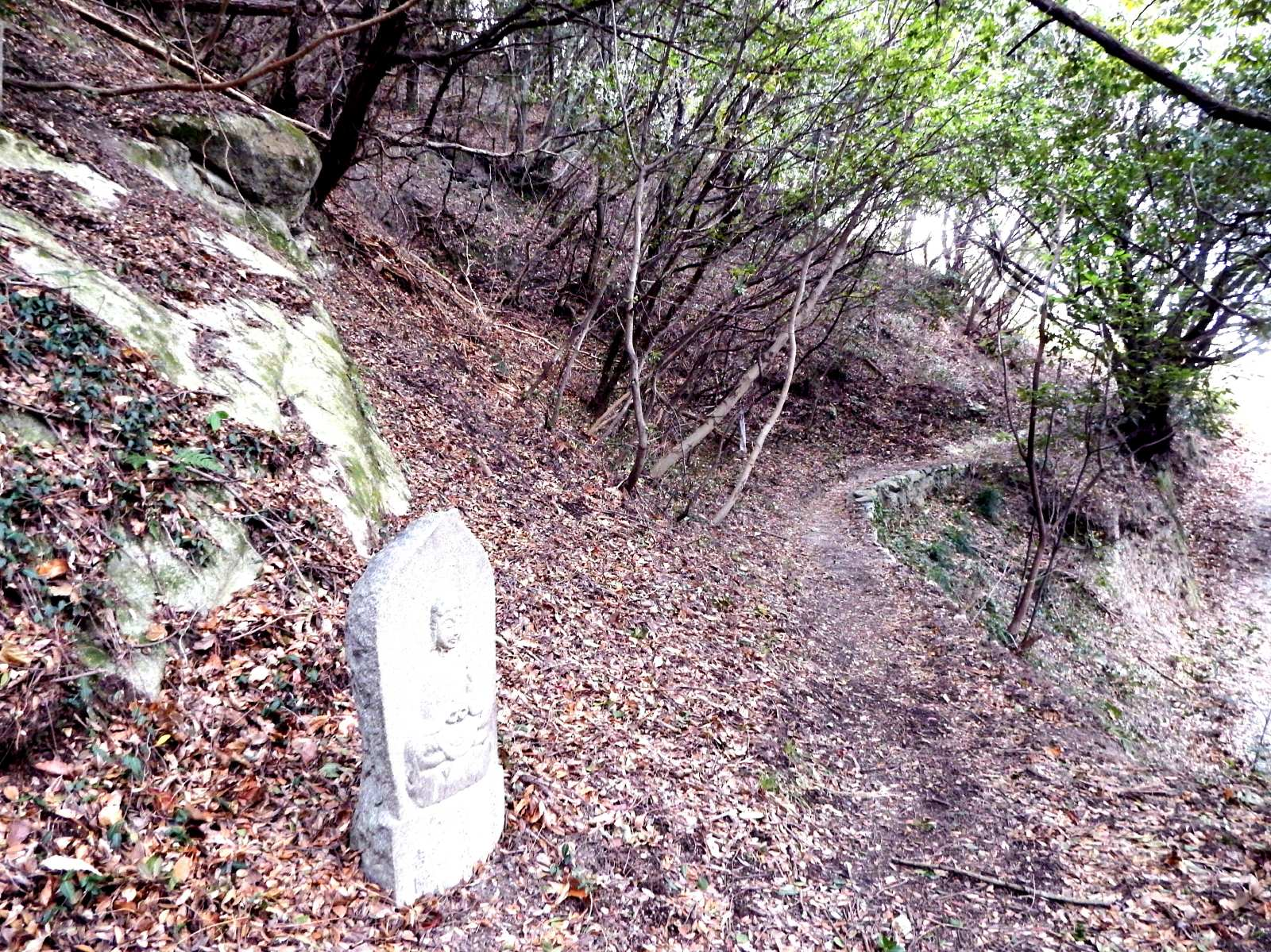
曼荼羅寺道

- 讃岐遍路道 曼荼羅寺道 - 弥谷寺へ向かう石段下分岐（三豊市三野町大見）から蛇谷池の堤（善通寺市碑殿町蛇谷）までの0.9 km。2014年（平成26）10月6日指定[4][5][6][7]。

香川県指定有形文化財
- 仏説観仏三昧海経 巻第二 - 2007年（平成19年）3月30日指定[8]。

香川県指定史跡
- 弥谷寺信仰遺跡 - 1968年（昭和43年）6月4日指定[9]。以下、遺跡[10]。
  - 賽(さい)の河原 -  仁王門から法雲橋までの参道
  - 獅子窟
  - 比丘尼谷の磨崖仏
  - 比丘尼谷の墓地大小無数の五輪塔

## 交通アクセス
鉄道
- 四国旅客鉄道（JR四国） 予讃線 - みの駅 (3.3 km)

バス
- 三豊市コミュニティバス 三野線「ふれあいパークみの」下車 (0.5 km)

道路
- 一般道：香川県道48号善通寺詫間線 三野町大見 (1.3 km)
- 自動車道：高松自動車道 三豊鳥坂IC (4.7 km)、さぬき豊中IC (10.3 km)

## 奥の院
獅子之岩屋
獅子窟とも。大師堂の堂内奥にあり、弘法大師が幼年時代にこの岩屋の南側の窓「明星之窓」の明かりのもと、修行を積んだという弘法大師御学問所とされる。当寺で納経あり。

## 周辺の番外霊場
天霧八王山奥之院
弥谷寺前身の八王山蓮華院八国寺（行基開山）の旧跡とされる。宥沢法印に拠れば八国寺は、三院六坊（一説によると十二坊）を備へ東院・西院・中尊院および弥之坊・谷之坊・独鈷坊・龍華坊・安養坊・海印坊・納涼坊ありと記される。
- 所在地：香川県仲多度郡多度津町大字奥白方 （天霧八王山）

虚空蔵寺
弘法大師が虚空蔵求聞持法を修行したところで、その霊跡をあがめ建立されたとされている。本尊・虚空蔵菩薩坐像、右脇仏・弘法大師、左脇仏・十一面観音菩薩立像。
- 所在地：香川県仲多度郡多度津町奥白方 （虚空蔵寺）

八丁目大師堂
弥谷寺への車道の途中にあり、弘法大師を祀っている。往時はここに大門があったといわれる。
- 所在地：香川県三豊市三野町大見乙70 （八丁目大師堂）

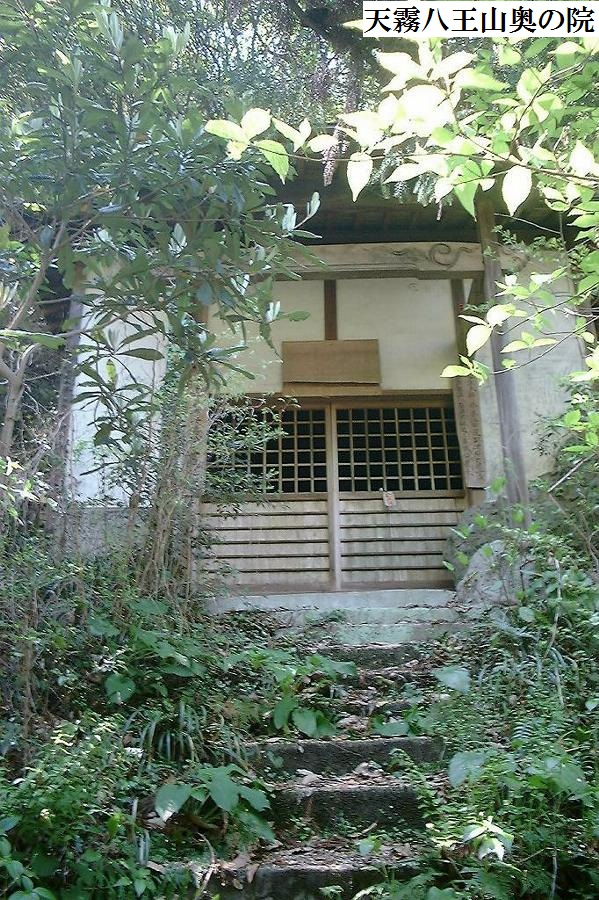
天霧八王山奥之院
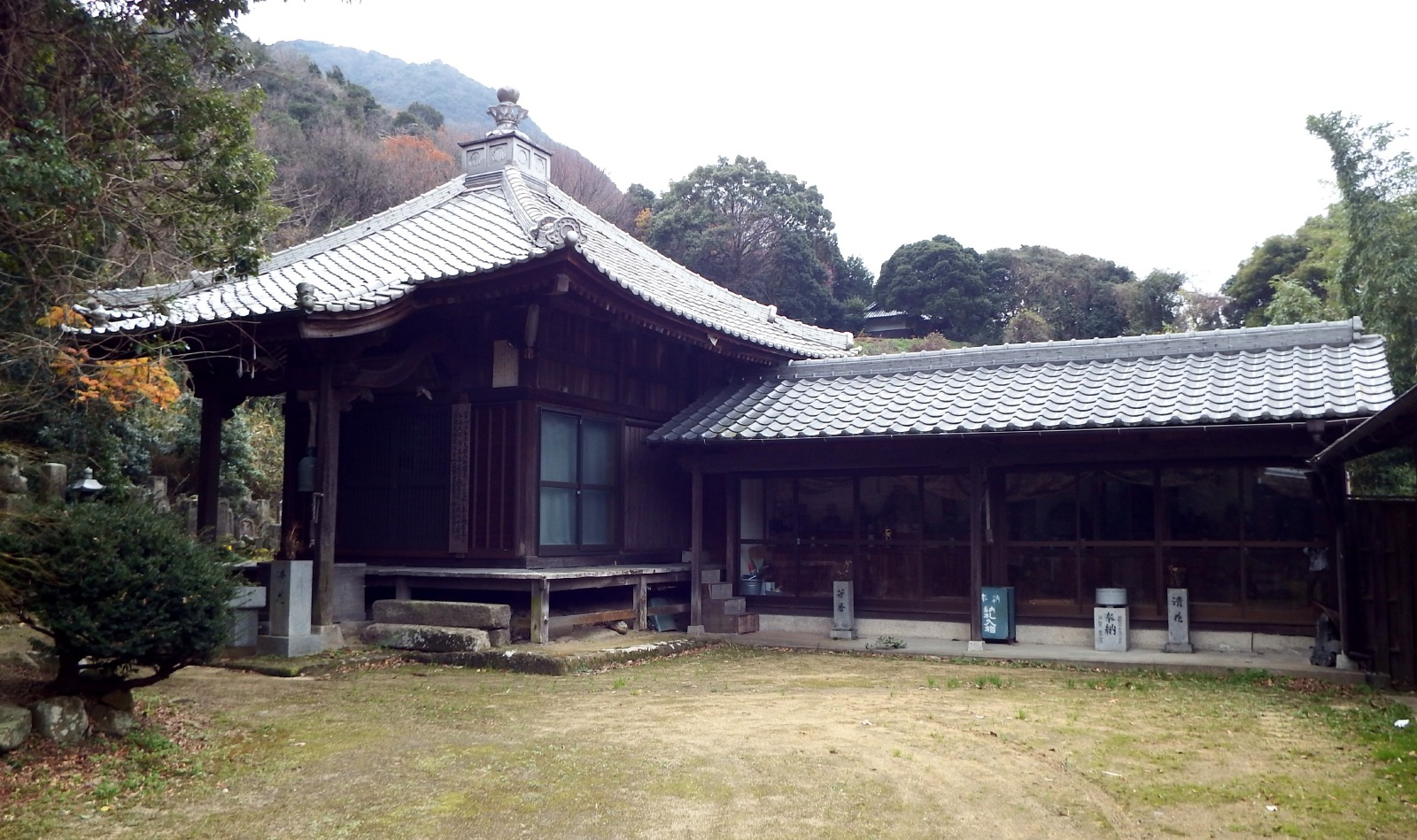
虚空蔵寺
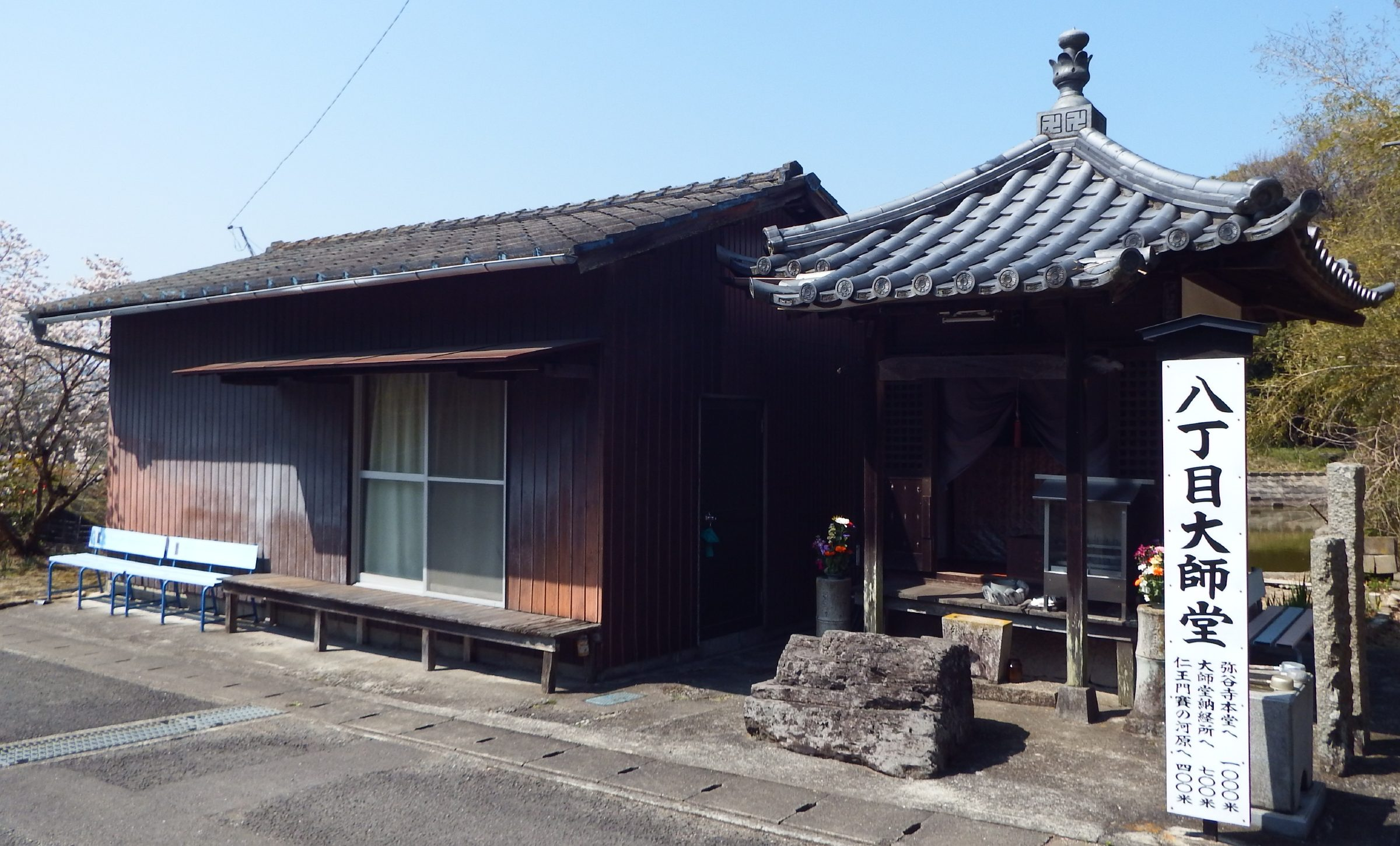
八丁目大師堂

## 前後の札所
四国八十八箇所
70 本山寺 --(11.3 km)-- 71  弥谷寺 --(3.5 km)-- 72 曼荼羅寺

## 周辺
天霧城跡
鎮守堂よりさらに上がった奥白方への峠からの稜線を東に登った山頂部（標高381 m)にあり、その直前は犬返しと呼ばれ険しく、本丸・二の丸・三の丸・方郭の石塁が残る。城主である香川氏は、相模国香川荘出身の鎌倉権五郎の末裔で14世紀後半に讃岐の守護細川氏に従って入部し、その後、西讃岐の守護代の地位を得て15～16世紀に築城したと云われている。1990年5月16日、国の史跡に指定。